# حكومة أليكسيس تسيبراس
حكومة أليكسيس تسيبراس (باليونانية: Κυβέρνηση Αλέξης Τσίπρας)، هي حكومة جمهورية اليونان منذ 26 يناير2015 من خلال المجلس اليوناني الخامس عشر.

## تشكيلة الحكومة

### الوزراء
| الصورة | الحقيبة الوزارية                                         | الاسم                | الحزب                |
| ------ | -------------------------------------------------------- | -------------------- | -------------------- |
|        | رئيس الحكومة                                             | أليكسيس تسيبراس      | سيريزا               |
|        | نائب رئيس الوزراء                                        | يوانيس دراجيكاس      | سيريزا               |
|        | وزير المالية                                             | يانيس فارافوكيس      | سيريزا               |
|        | وزير الشؤون الخارجية                                     | نيكوس كوتاسيوز       | سيريزا               |
|        | وزير الدفاع الوطني                                       | بانوس كامينوس        | اليونانيين المستقلين |
|        | وزير الاقتصاد والبنية التحتية، البحرية التجارية والسياحة | جورجيوس ستاتاكيس     | سيريزا               |
|        | وزير الداخلية والإصلاح الإداري                           | نيكوس فوتسيس         | سيريزا               |
|        | وزير استعادة الإنتاجية والبيئة والطاقة                   | باناجيوتيس لافازانيس | سيريزا               |
|        | وزير الثقافة، التربية والتعليم والدين                    | ارستديس بالتاس       | مستقل                |
|        | وزير العمل والتضامن الاجتماعي                            | بانوس سكورلتيف       | سيريزا               |
|        | وزير الصحة والضمان الاجتماعي                             | باناجيوتيس كورومبليس | سيريزا               |
|        | وزير العدل والشفافية وحقوق الإنسان                       | نيكوس باراسكوفوبولوس | مستقل                |
|        | وزير الدولة                                              | نيكوس باباس          | سيريزا               |
|        | وزير الدولة لمكافحة الفساد                               | باناجيوتيس نيكولوديس | مستقل                |
|        | وزير الدولة للحكومة التنسيق                              | اليكوس فلمبوراريس    | سيريزا               |
|        | المتحدث باسم الحكومة                                     | جابريال ساكيلارديس   | سيريزا               |